# Gobustanski rajon
Gobustanski rajon (azerski: Qobustan rayonu) je jedan od 66 azerbajdžanskih rajona. Gobustanski rajon se nalazi na istoku Azerbajdžana. Središte rajona je Gobustan. Površina Gobustanskog rajona iznosi 1.370 km². Gobustanski rajon je prema popisu stanovništva iz 2009. imao 40.112 stanovnika, od čega su 19.879 muškarci, a 20.233 žene.
Gobustanski rajon se sastoji od 26 općina.